# Неаполь Скіфський

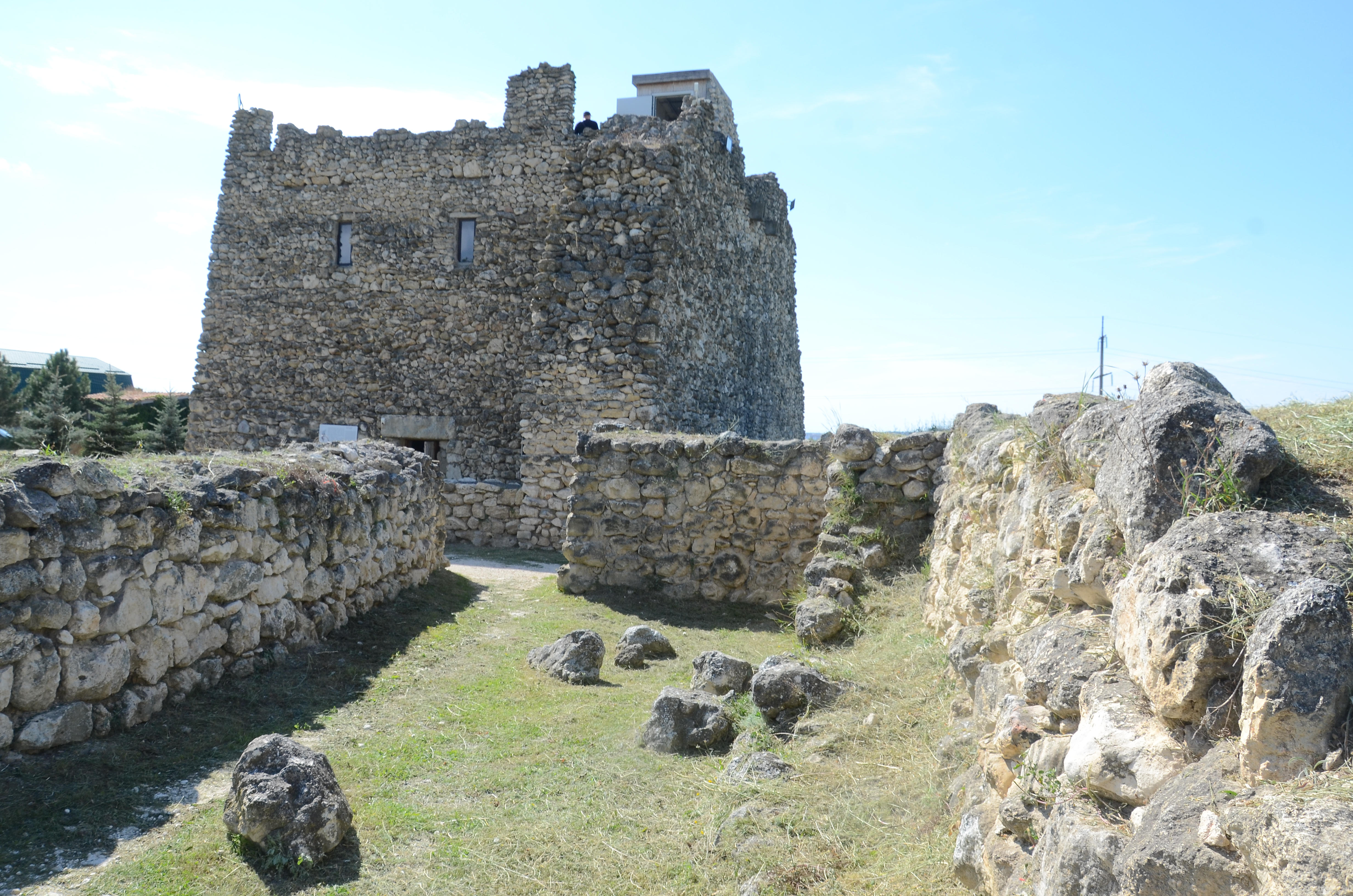
Мавзолей царя Скілура в Неаполі Скіфському, Крим

Неа́поль Скі́фський (грец. Νεάπολις) — столиця скіфського царства у Криму в 3—2 століттях до н. е. Розквіт припадає на добу правління царів Скілура та Палака у 2 столітті до н. е.).
На думку переважної більшості дослідників, ототожнюється з городищем Керменчик, розташованим у Сімферополі на високому плато Дженакай-Кир. Площа городища — майже 20 га. Городище відкрито у 1827 році, систематичні розкопки провадяться від 1945 року.

## Історія
Згідно з найновішими даними Неаполь Скіфський був заснований у 199—197 рр. до Р. Х. ольвіополітами Посидеєм Посидеївим та Євменом Сірісковим унаслідок поразки у клановій боротьбі з родом Аристократидів. Населення було мішаним: переважали скіфи, але жили тут і греки, сармати, таври.
За реконструкціями спеціалістів можна припустити, що захистом місту слугували скелясті схили та балка і лише з південного боку була зведена оборонна стіна. Пізніше були побудовані міські мури, центральні ворота, східна башта. В Неаполі було декілька будинків знаті, побудованих в грецькому стилі. Прості жителі жили в напівземлянках.
У 3-2 столітті до н. е. Неаполь Скіфський був значним торговельно-ремісничим містом і столицею Скіфського царства в Криму. На культурі міста дуже позначився грецький вплив.
Неаполь Скіфський згадується давньогрецьким географом Страбоном (1 століття  н. е.) і в херсонеському декреті на честь полководця Діофанта (2 століття до н. е.).
Найбільшого розквіту Неаполь Скіфський досяг у 2 столітті до н. е. за царя Скілура та його сина Палака. З кінця 2 столітті до н. е., після війни скіфів, підтриманих сарматським плем'ям роксоланів, проти Херсонеса, особливо помітний вплив сарматів.
У 2-3 століттях  н. е. посилився вплив Боспорського царства, яке на рубежі 2-3 століть  н. е. на деякий час підкорило скіфів у Криму. Місто занепало у 3-4 століттях, імовірно під ударами готів та гунів.
Після зникнення міста біля його руїн з'являється поселення Керменчик, що згодом і дало назву городищу.
Влітку 1827 року Олександр Іванович Султан-Крим-Гірей, великий любитель старовини, прогулюючись ймовірно в районі Петровської балки, побачив у арбі у татарина каміння з написами та барельєфом воїна. Купивши це каміння, він повідомив про це археолога, директора Одеського музею старожитностей І. П. Бларамберга. Той приїхав до Сімферополя, і на місці знахідок знайшов інші плити з написами, постамент від статуї, а також уламок мармурового рельєфу із зображенням скіфських царів Скілура та Палака.
27 квітня 2011 року вийшла Постанова Ради міністрів Автономної Республіки Крим № 195 «Про створення Кримської республіканської установи „Історико-археологічний заповідник Неаполь Скіфський“». Відкриття музею-заповідника відбулося 25 липня 2011 року.
Залишки міста-фортеці (городище) над річкою Салгиром біля Сімферополя систематично досліджуються. Виявлено оборонні мури, рештки кам'яних будинків, ритуальний басейн, зернові ями, мавзолей із похованнями скіфських царів і некрополь населення.
Місто (площею 20 га) було обнесене потужними мурами (до 12 м завтовшки) з баштами. Поза мурами містилися передмістя, некрополь із кам'яними та земляними склепами. У правильному плануванні частини міста, що прилягала до центральної брами та головної вулиці, відчувається грецький вплив. Видовжені прямокутні будинки складалися з головного приміщення, де було вогнище, і сіней. Більшість же будівель, особливо на околицях, були землянками, напівземлянками, круглими у плані, житлами типу юрт, пристосованими для осілого життя.
Найяскравіші пам'ятки Неаполя Скіфського — мавзолей із похованнями скіфського царя і знаті та вирубані у скелі поховальні склепи з настінними розписами.

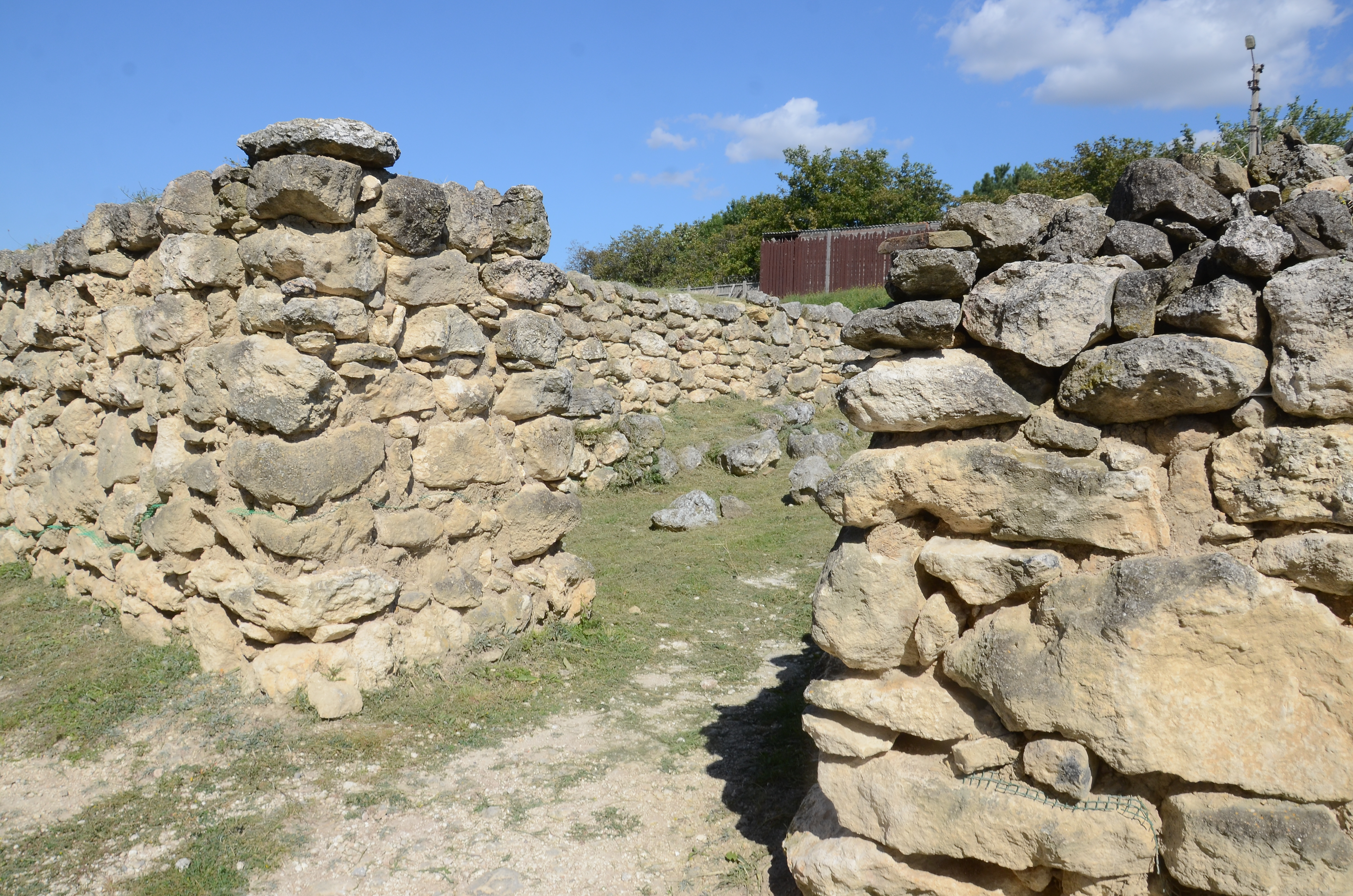
Неаполь Скіфський у 2022 році
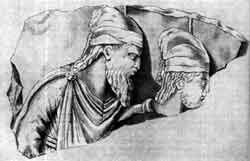
Барельєф «Скілур та Палак», знайдений у Неаполі Скіфському
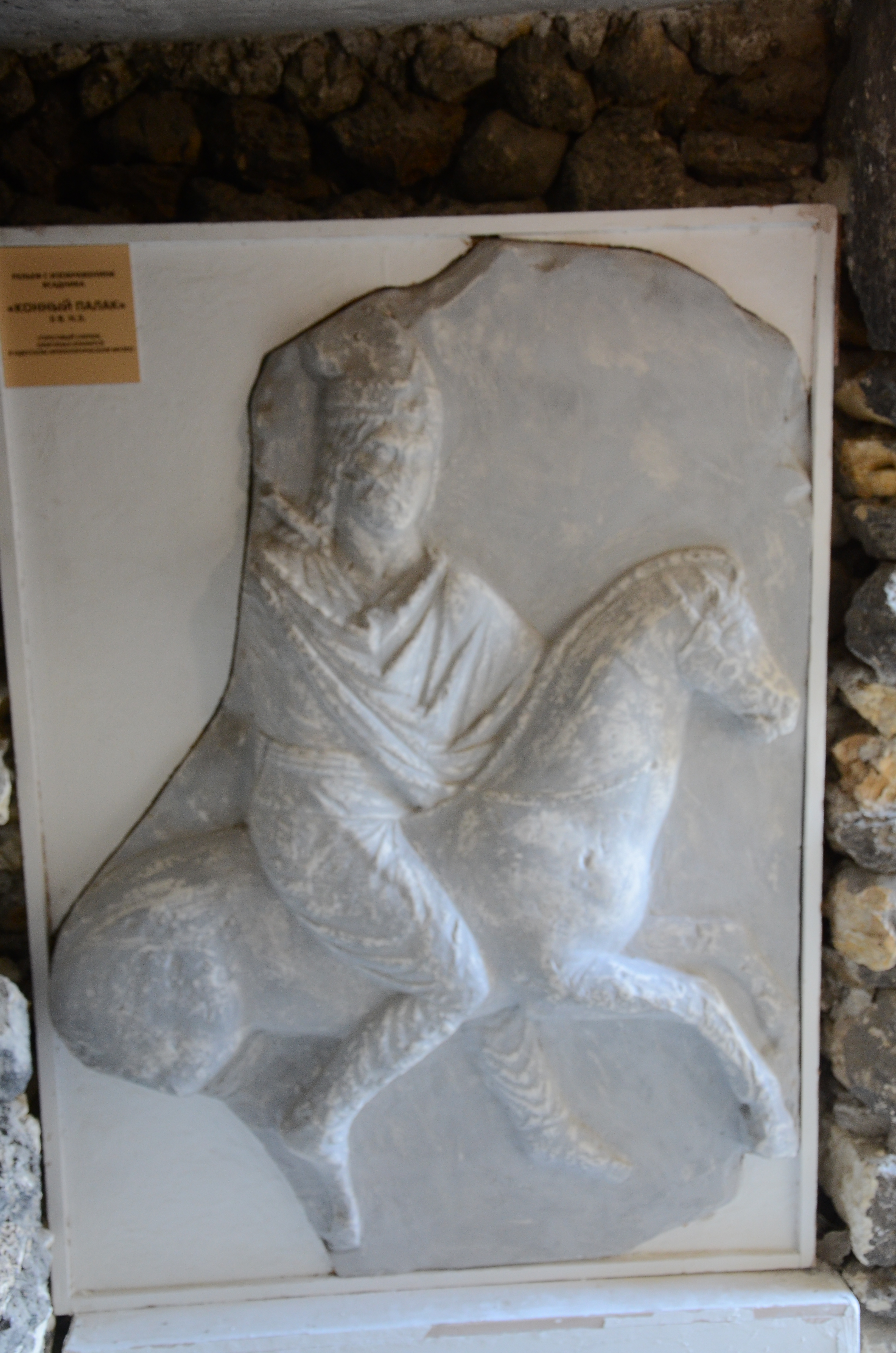
Барельєф «Кінний Палак»
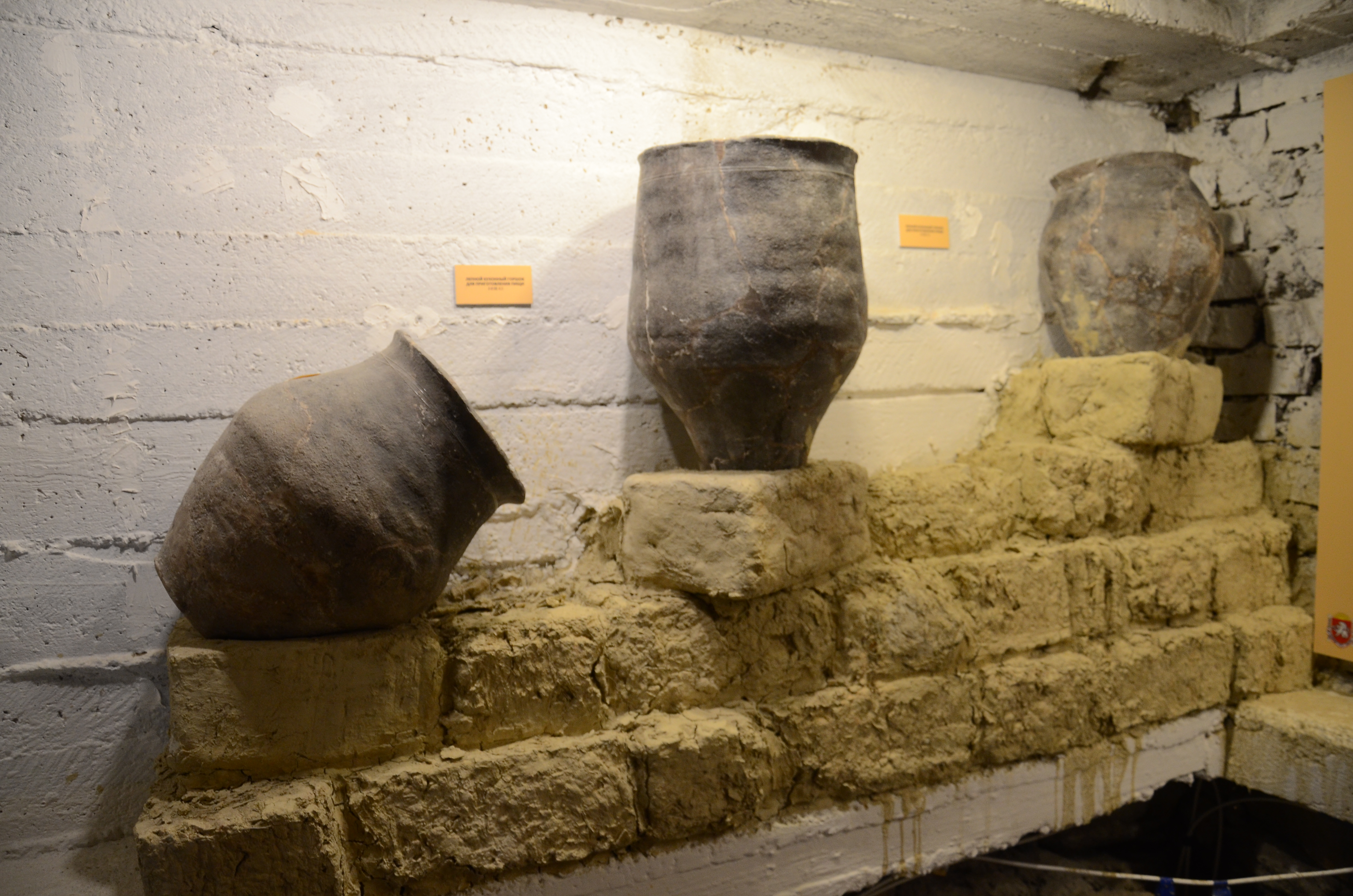
Археологічні знахідки